# マーニー・シュレンブルク
マーニー・シュレンブルク（Marnie Schulenburg、1984年5月21日 - 2022年5月17日）は、アメリカ合衆国の女優。CBSテレビ放送のテレビドラマ「アズ・ザ・ワールド・ターンズ」のアリソン・スチュワート役として知られていた。日本語表記ではマーニー・シュレンバーグとも言う。

## 来歴
1984年、マサチューセッツ州ケープコッドで生まれた。彼女の家族には、劇作家の姉のコリンナと音楽教師の兄のアランがいる。2002年にバーンスタブル高校を卒業し、ミュージカルに参加し、ボーカル・ジャズで歌った。その後ケープコッド音楽院でダンスと声のレッスンを受けた。
2006年5月、ペンシルバニア州センターバレーのデサレス大学を卒業し、演劇の学士号を取得した。デサレスでは、演技、ミュージカルシアター、クラシック、ウィリアム・シェイクスピアに携わっていた。
2006年9月、ニューヨーク市に移り、演技のオーディションを開始、劇作家組合に参加し、劇作家になったほか、フラックスシアターアンサンブルにも参加した。
同年にはアズ・ザ・ワールド・ターンズのアリソン・スチュワート役を演じ、2010年9月17日の最終エピソードまで役を演じ、アリソン役で最も活動した女優となった。
2010年、デイタイム・エミー賞を受賞した。
2013年、ABCテレビの昼ドラワン・ライフ・トゥ・リヴに出演した。
同年9月15日、俳優であるザック・ロビタスと結婚。2019年12月12日に娘を出産した。
2019年4月、CBSのグッド・ファイトにゲストとして出演した。

### 病気と死
2020年5月、当初は、出産5ヶ月後で乳腺炎と診断されていたが誤診であり、本来は転移性乳癌と診断されたことを明らかにした。彼女のInstagramにて「世界的に大流行している新型コロナウイルスの真っ只中に、生後5か月の乳児を育てながら、ステージ4の転移性乳癌と診断された後、どのようにして誕生日を祝うのか」と投稿に書いている。
2022年5月17日、38歳の誕生日の4日前、ニュージャージー州の病院で転移性乳癌の為この世を去った。